# Resistència Catalana d'Alliberament Nacional
Resistència Catalana d'Alliberament Nacional (RCAN) (Resistencia Catalana de Liberación Nacional) fue un grupo terrorista español de ámbito catalán de ideología independentista catalana.
Surgió en 1979, a partir de una escisión del PCE (i) y de sus juventudes, las Unión de Juventudes Marxistas Leninistas (UJM-L), formada por militantes del FRAP y posteriormente del GRAPO. Era partidaria de la defensa combativa radical para la construcción nacional y popular de los Países Catalanes y la independencia total dentro de una nueva sociedad, combatir el capitalismo de las multinacionales y el centralismo español, aunque oponiéndose a la entrada al OTAN.
Entre sus principales acciones, entre 1979 y 1980, pusieron bombas en los juzgados y en el Monumento a los Caídos del Hospitalet de Llobregat, en la factoría de Citroën, en la Jefatura Superior de Policía de la Vía Layetana de Barcelona (en el primer aniversario de la muerte de Martí Marcó ) y en la Comandancia de Marina, así como varios atracos y robos de armas y explosivos.
En febrero de 1980 fueron detenidos la mayor parte de los militantes; sin embargo algunos de ellos lograron escapar. El 24 de octubre del 1982 dos de ellos fueron condenados a 26 años de prisión.